# Genista taurica
Genista taurica är en ärtväxtart som beskrevs av Oljga N. Dubovik. Genista taurica ingår i släktet ginster, och familjen ärtväxter. Inga underarter finns listade i Catalogue of Life.